# Дельта Лены
Дельта Лены — одна из самых больших речных дельт в мире общей площадью 45 тысяч км².

## Описание
Начинается примерно в 150 км от моря Лаптевых. У её начала выситься остров Столб — останец, отмытый водой от одного из отрогов Хараулахского хребта. Бесчисленные острова, островки, протоки и озёра, низкие, затопляемые во время разлива, беспрестанно меняющие очертания. Только три главные протоки доходят, не прерываясь, до моря: самая западная — Оленёкская, средняя — Трофимовская и восточная — Быковская. Все они судоходны, но наибольшее значение имеет Быковская длиной 106 км, по которой суда подходят к бухте Тикси, на берегу которой находятся морские ворота Якутии — порт Тикси. В дельте Лены находятся Усть-Ленский заповедник и крупнейший российский биосферный резерват Лена-Дельта площадью более 60 тыс. км². В заповеднике живёт огромное количество водоплавающих птиц, гусей, лебедей, уток, гагар, чаек и других.
В северной части дельты находятся острова Дунай.
Впервые описана и нанесена на карту Ленско-Енисейским отрядом Великой Северной экспедиции под командованием Василия Прончищева в августе 1735 года.
Находящаяся в дельте Лены отмель Богатырева названа в 1920 году Ф. А. Матисеном в честь  якута Афанасия Даниловича Богатырёва.